# Herne (Duitsland)
Herne is een kreisfreie Stadt in de Duitse deelstaat Noordrijn-Westfalen. De stad telt 156.940 inwoners (31 december 2020) op een oppervlakte van 51,42 km². Op 31 december 2020 had 20,12% van de inwoners een niet-Duits staatsburgerschap (31.580 niet-Duitsers) en hadden 180 inwoners het Nederlandse staatsburgerschap.
De stad ligt in het Ruhrgebied, ingeklemd tussen Bochum, Recklinghausen, Castrop-Rauxel en Gelsenkirchen in het dal van de rivier de Emscher en heeft een binnenhaven aan het Rijn-Hernekanaal. Het wapen van de stad is een zwart paard op een gele achtergrond.

## Geschiedenis
Omstreeks het jaar 880 werd de plaats voor het eerst vermeld als haranni in een bron van het klooster Werden.
Vanaf de bouw van de spoorweg van Keulen naar Minden in 1847 begon een stormachtig industrialisatieproces. De spoorlijn, een van de eerste in Duitsland, gaat door Herne en was belangrijk voor het transport van goederen, vooral steenkool.
In 1857 ging de eerste kolenmijn Shamrock in Herne open; ze was gefinancierd door een Belgisch-Iers consortium. Een explosie van mijngas in de mijn Mont Cenis op 20 juni 1921 kostte 85 mijnwerkers het leven.
Tijdens de industrialisatie in de tweede helft van de 19e eeuw groeide de bevolking van Herne snel. Daarom kreeg Herne op 1 april 1897 stadsrecht van de "koninklijke regering" in Arnsberg. In 1975 fuseerde de stad met het ongeveer even grote Wanne-Eickel.
In 1979 werd de laatste van vele mijnen in Herne gesloten. De eeuw van het zwarte goud was tot een einde gekomen.
Vervangende werkgelegenheid is o.a. aangetrokken in de vorm van een fabriek voor koude- en warmtepompen, een groothandel in farmaceutische producten en diverse andere kleinere handels- en logistieke bedrijven.
Het riviertje de Emscher, waaraan de stad is gelegen, wordt sinds ongeveer 2010 renaturiert, wat inhoudt dat men in en bij het water ervan wetlands en andere nieuwe natuurgebieden creëert.

## Indeling

Situering stadsdelen van Herne

Indeling van Herne in stadsdelen:
- Stadtbezirk Wanne: Crange, Baukau-West en Wanne
- Stadtbezirk Eickel: Eickel, Röhlinghausen en Wanne-Süd
- Stadtbezirk Herne-Mitte: Baukau-Ost, Holsterhausen, Mitte en Süd
- Stadtbezirk Sodingen: Börnig, Holthausen, Horsthausen en Sodingen

## Bezienswaardigheden
- Te Herne staat het LWL- Museum für Archäologie, een voornaam oudheidkundig museum binnen de deelstaat Noordrijn-Westfalen. Het 6800 m2 grote museum is grotendeels ondergronds gebouwd. Bezoekers kunnen zelf experimenteren met de werkwijze en de gereedschappen van de archeoloog. Het museum dateert al van voor de Tweede Wereldoorlog en stond tot 2001 te Münster. De nieuwbouw te Herne werd in 2003 geopend.
- Een groot, regionaal museum voor kunst en geschiedenis is het Emschertal-Museum. Dit is verspreid over drie locaties:
  - Kasteel Strünkede, in stadsdeel Baukau, in zijn huidige toestand daterend van rond 1599. Het is in bezit geweest van leden van de adellijke geslachten Von Strünkede, Van Pallandt en Von Forell. De bijbehorende gotische slotkapel uit 1272 dient als gemeentelijke trouwkapel, waar een huwelijk zowel burgerlijk als kerkelijk kan worden voltrokken. In het uitgestrekte kasteelpark staat het aan 32.000 toeschouwers plaats biedende voetbalstadion van SC Westfalia 04 Herne. Het kasteel huisvest een permanente collectie over o.a. de invloed van de adellijke bewoners ervan op de geschiedenis van Herne en omgeving.
  - Städtische Galerie im Schlosspark Strünkede, gevestigd in een rond 1900 in opdracht van de familie Von Forell[4] in het kasteelpark gebouwde villa, toont een collectie tekenkunst en prentkunst, hoofdzakelijk uit de gehele 20e eeuw. Het museum bezit grafisch werk van o.a. Pablo Picasso, Ossip Zadkine, Georges Braque, Salvador Dali en Marc Chagall.
  - Heimatmusum Unser Fritz in de stadswijk Unser Fritz is een streekmuseum met een uiteenlopende collectie. Bijzonder zijn de stijlkamers, ingericht als in het begin van de 20e eeuw, op de binnenplaats een oude stoomlocomotief en twee tramrijtuigen , en een geconserveerde drankenkiosk uit 1905 met op de nok van het dak een beeld van de godin Fortuna.
- Langs de Emscher, maar ook elders is in de gemeente nog enig natuurschoon bewaard gebleven, o.a. het 40 ha grote loofbos Langeloh in het zuidoosten van het gemeentegebied.

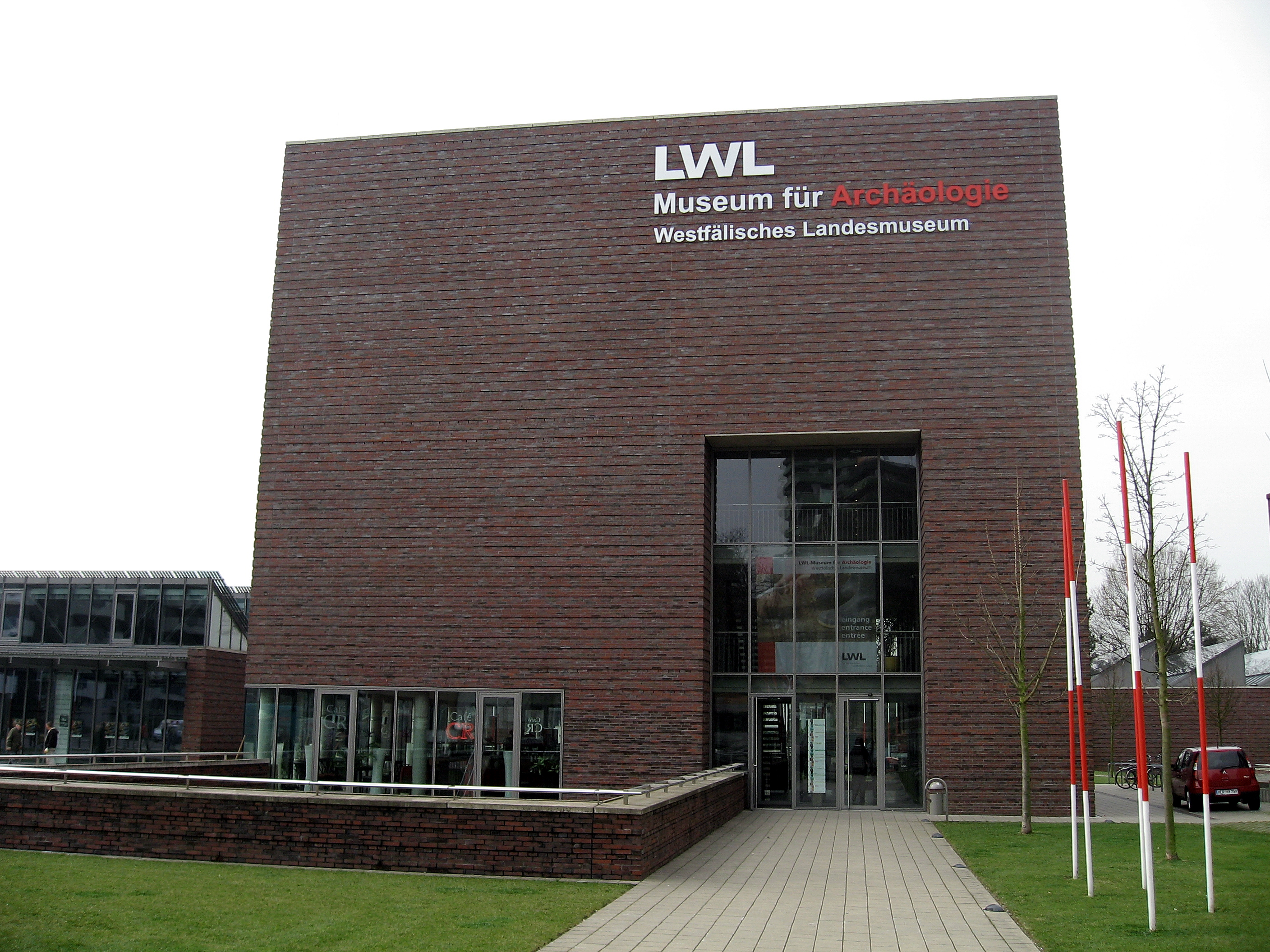
Archeologisch museum
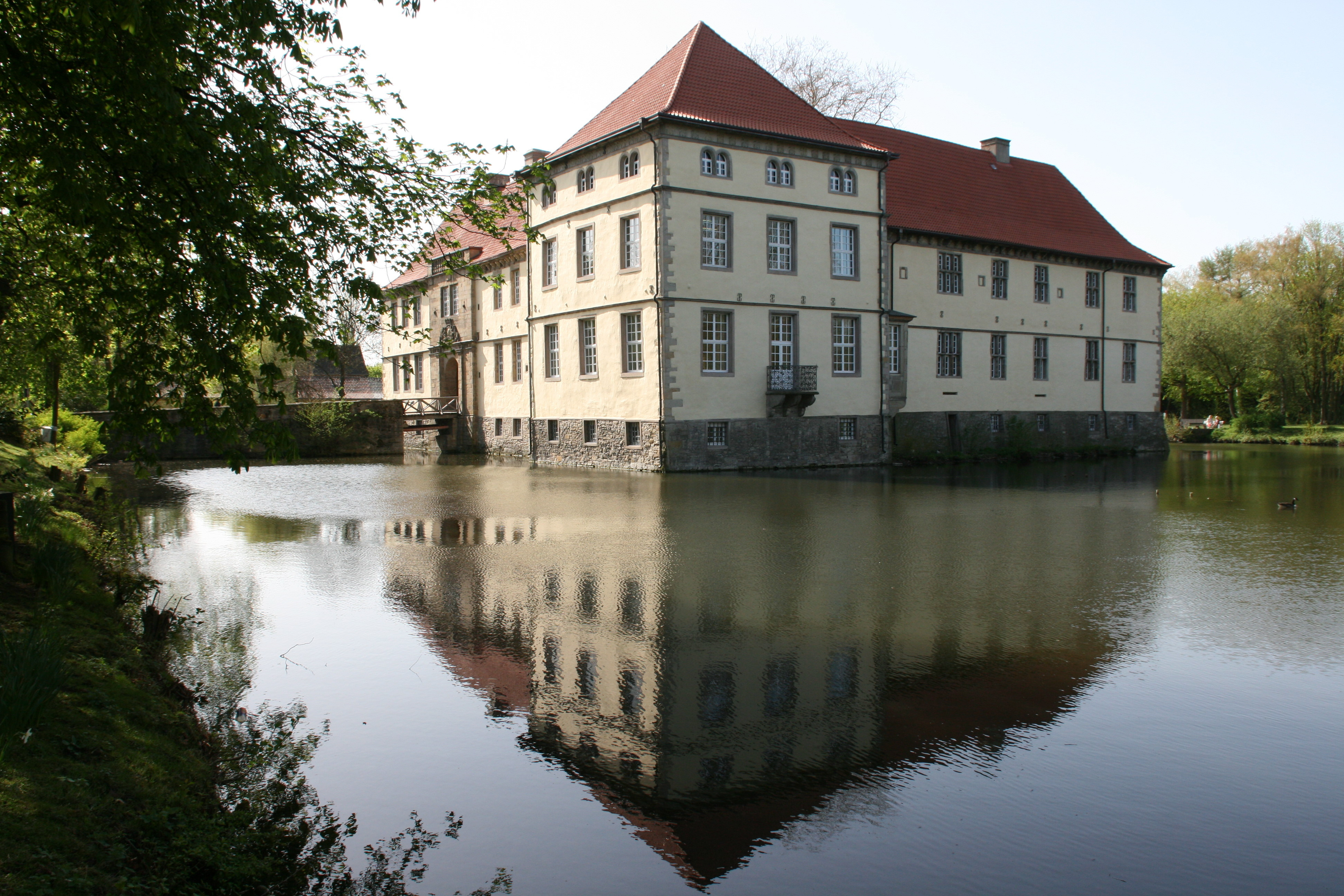
Kasteel Strünkede vanuit het zuidoosten (2011)
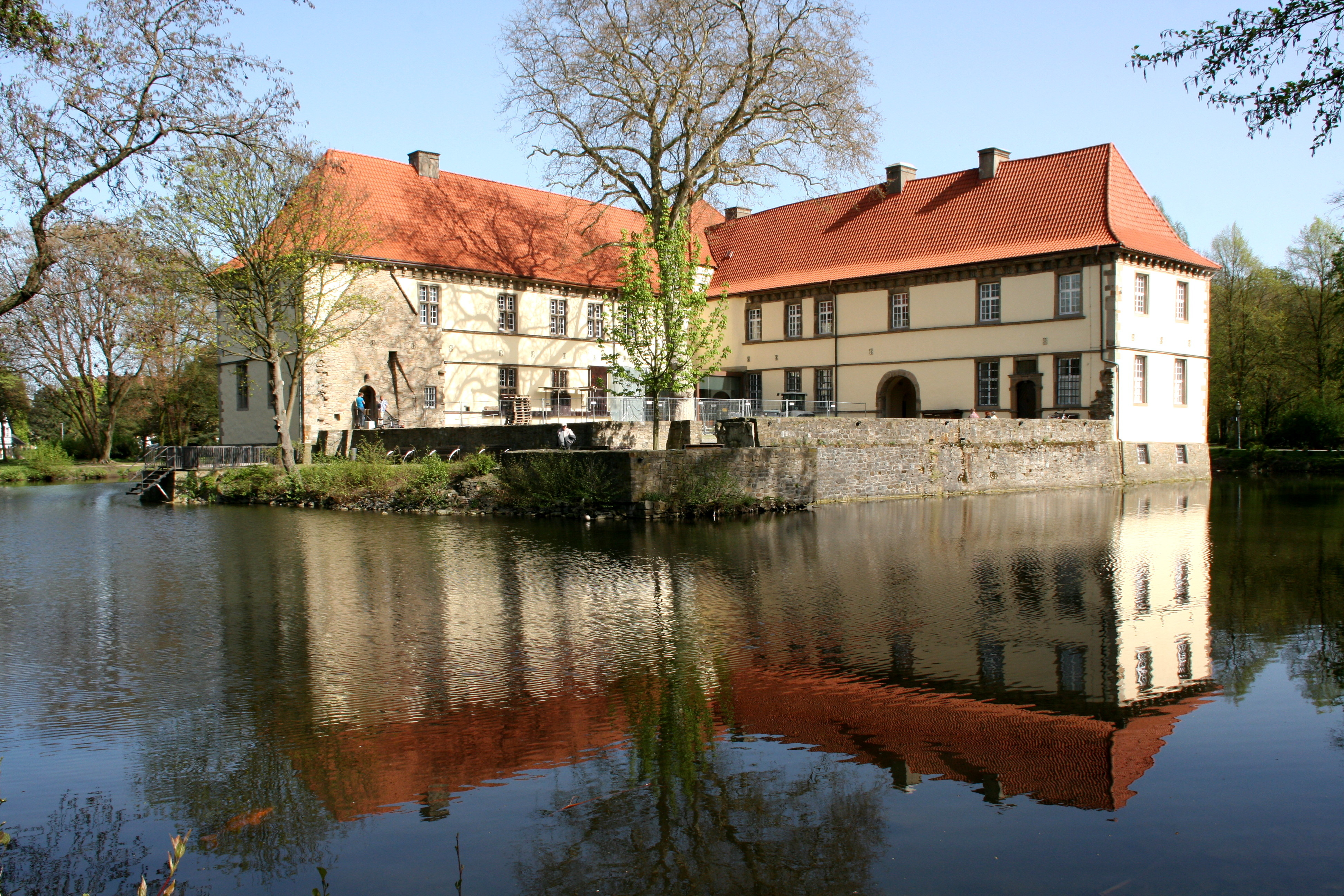
Idem, gezien vanuit het noordwesten (2011)
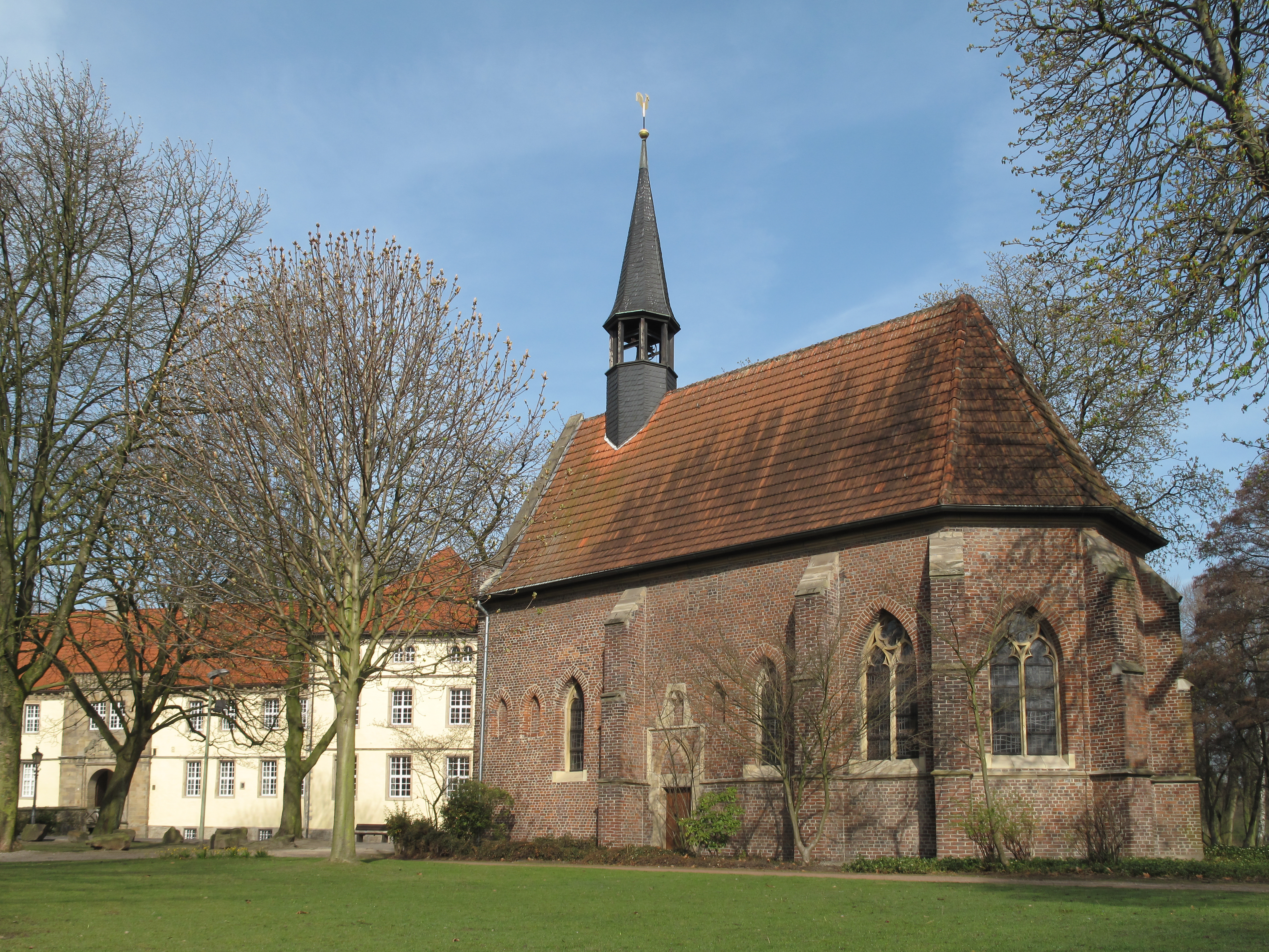
De uit 1272 daterende slotkapel van Strünkede
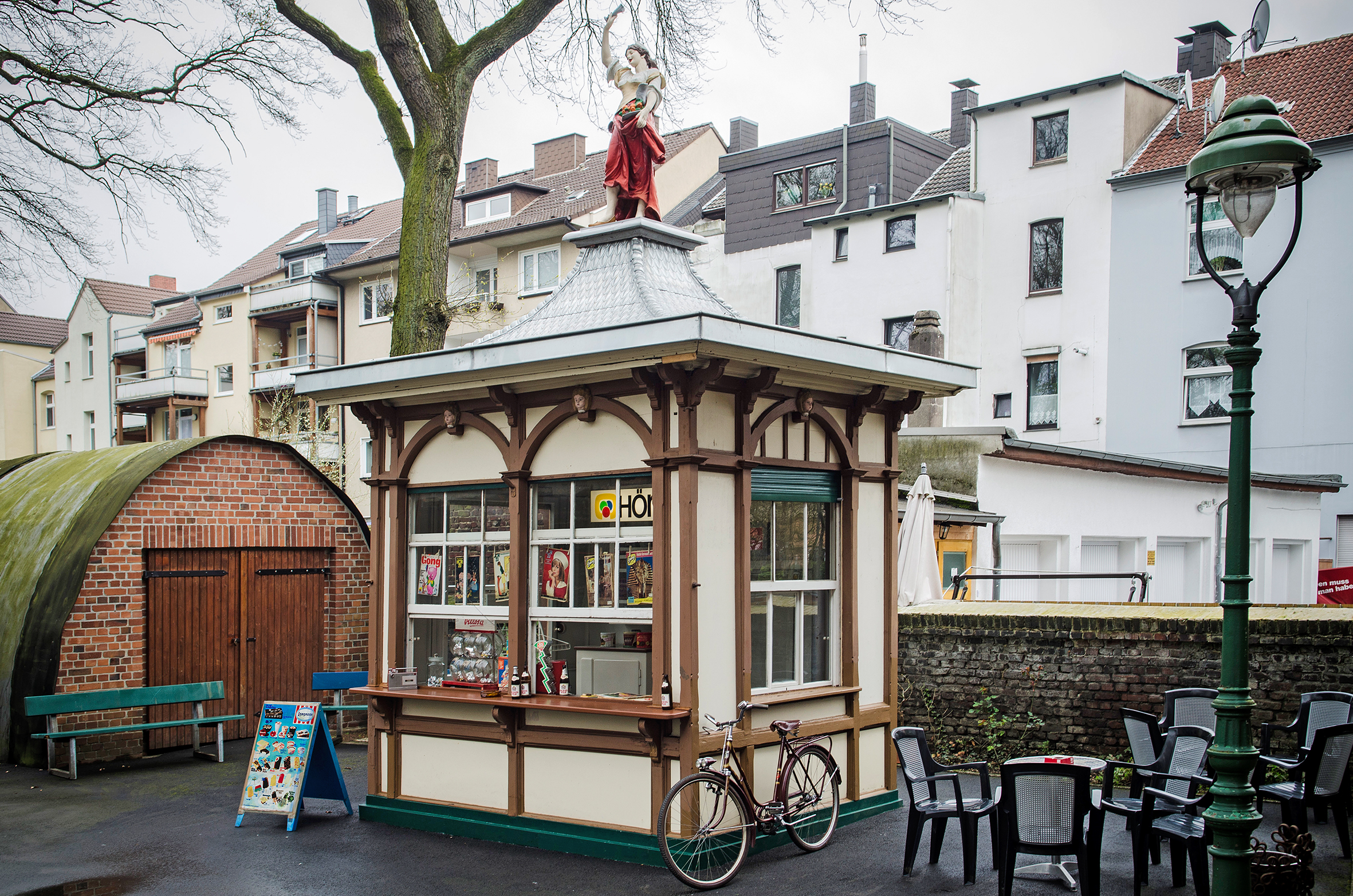
Kiosk (1905), Heimatmuseum Unser Fritz
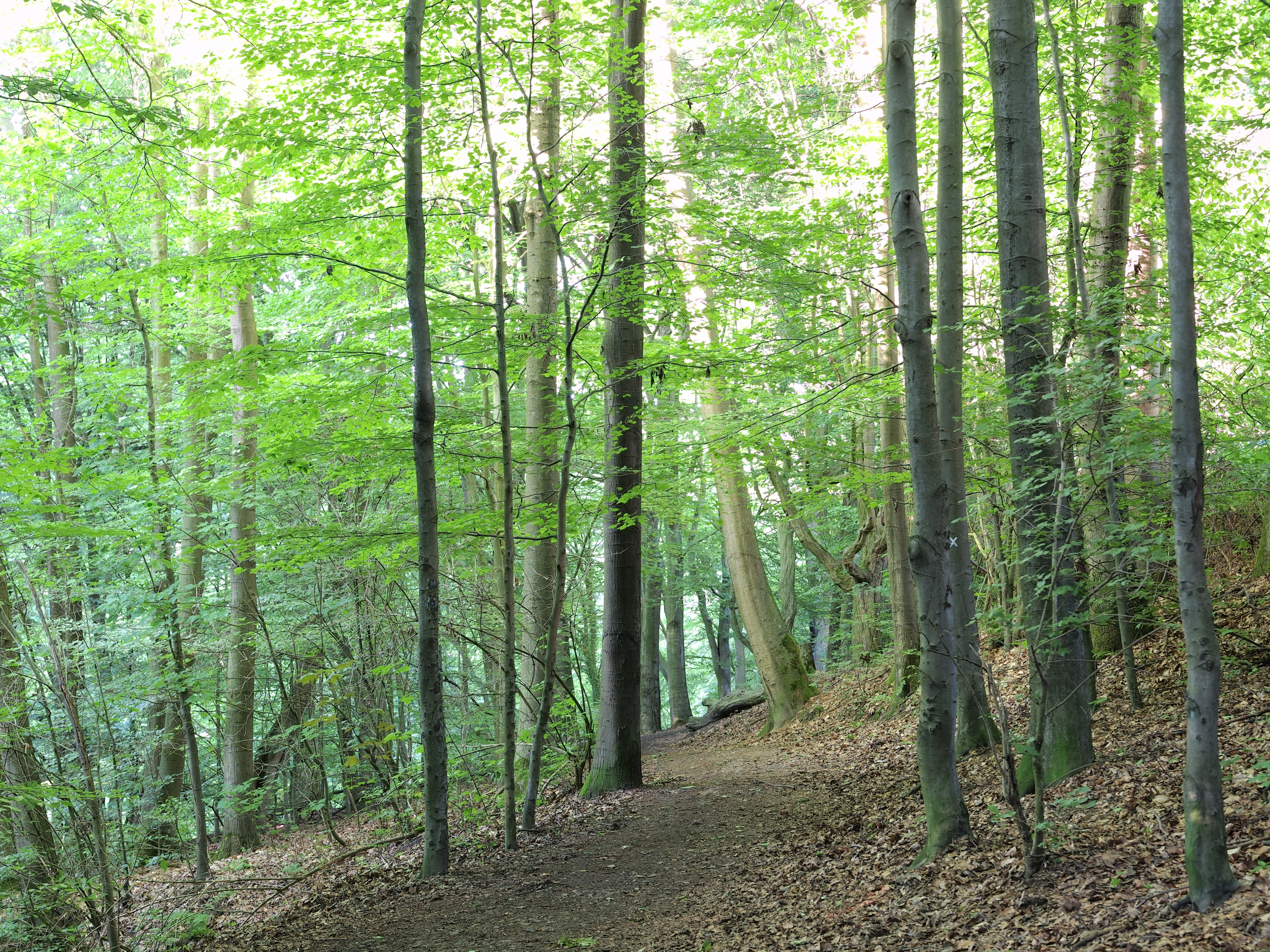
Beukenbos Langeloh

## Geboren
- Karl Friedrich Hein (1867-1945), industrieel en weldoener
- Kurt Edelhagen (1920-1982), bigbandleider
- Édouard Kablinski (1920-1979), wielrenner
- Heinz-Günter Prager (1944-2025), beeldhouwer, tekenaar en grafisch kunstenaar
- Jürgen Marcus (1948-2018), schlagerzanger
- Joachim Król (1957), acteur
- Bernd Storck (1963), voetballer en voetbalcoach

## Galerij

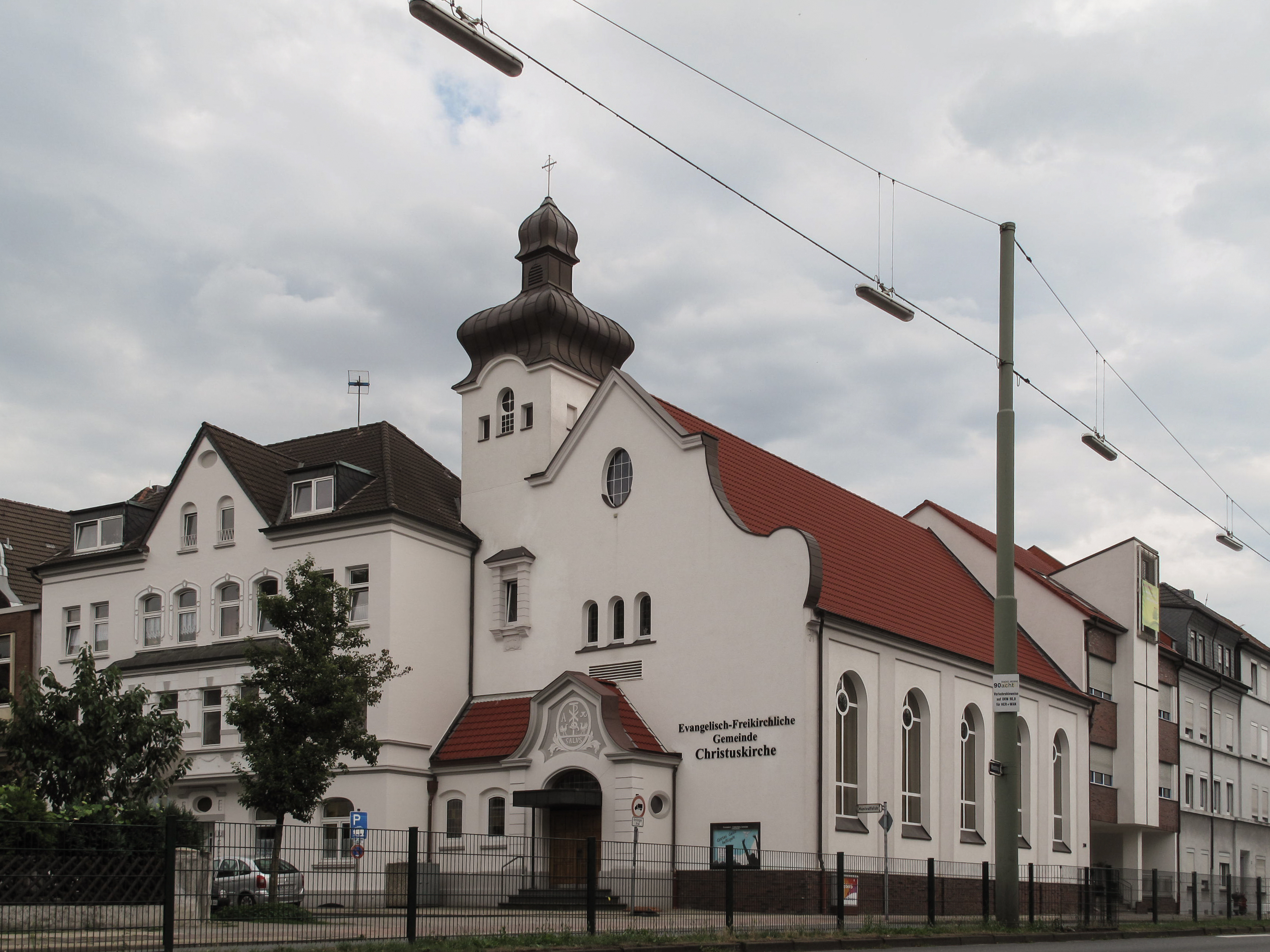
De kerk Evangelisch-Freikirchliche Gemeinde in Herne
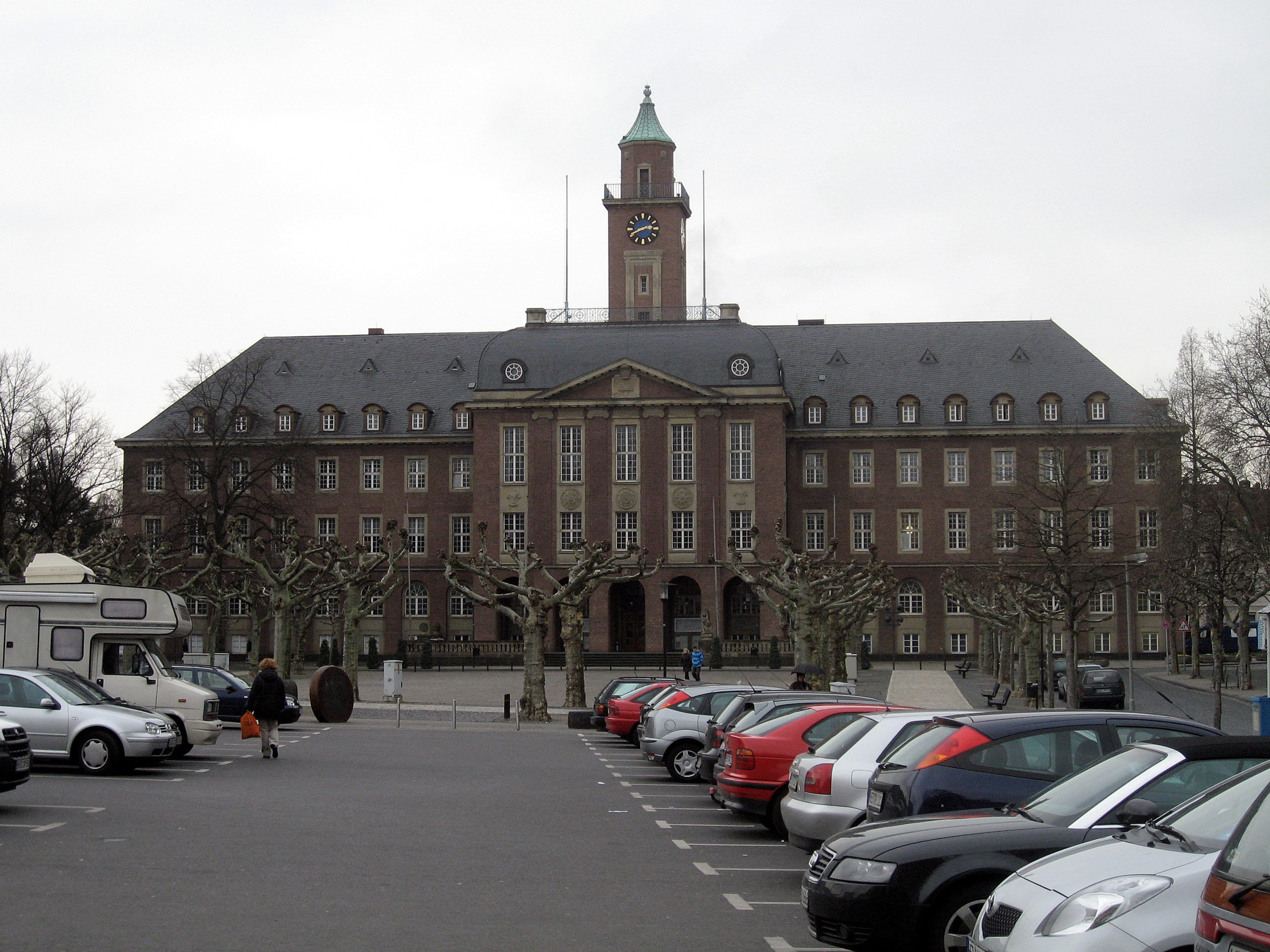
Gemeentehuis van Herne
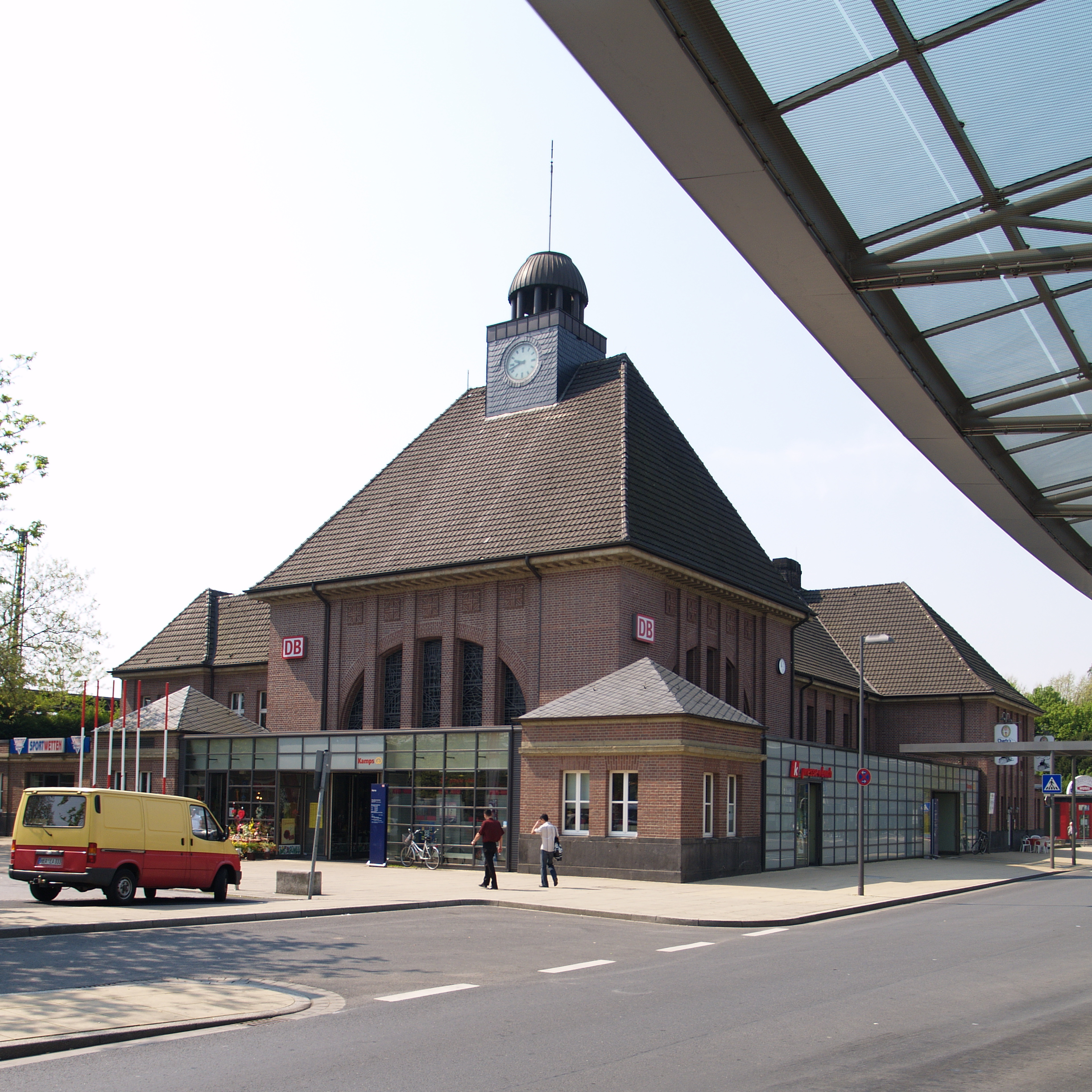
Station Herne
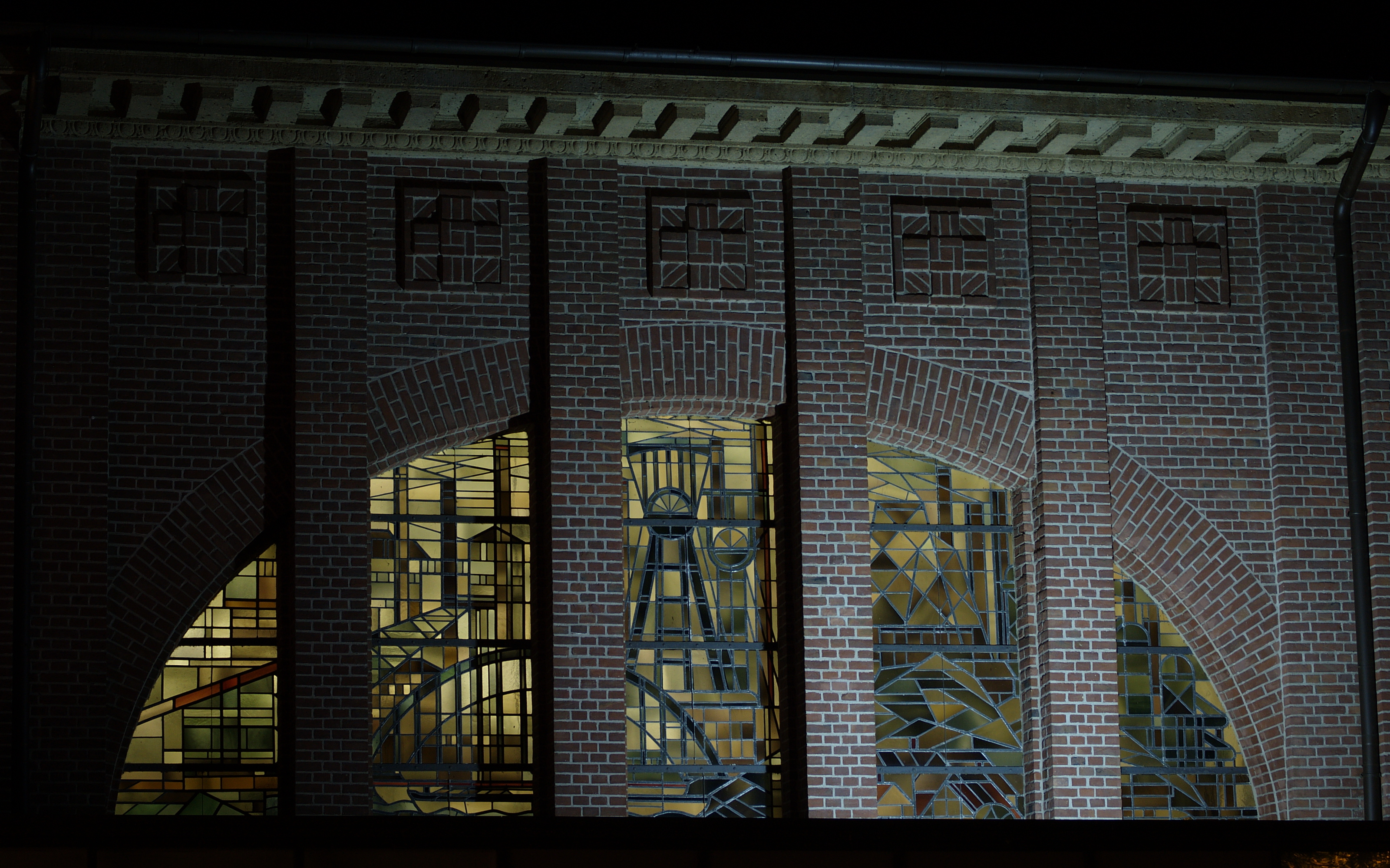
Station Herne, glas in lood met mijnbouwmotieven
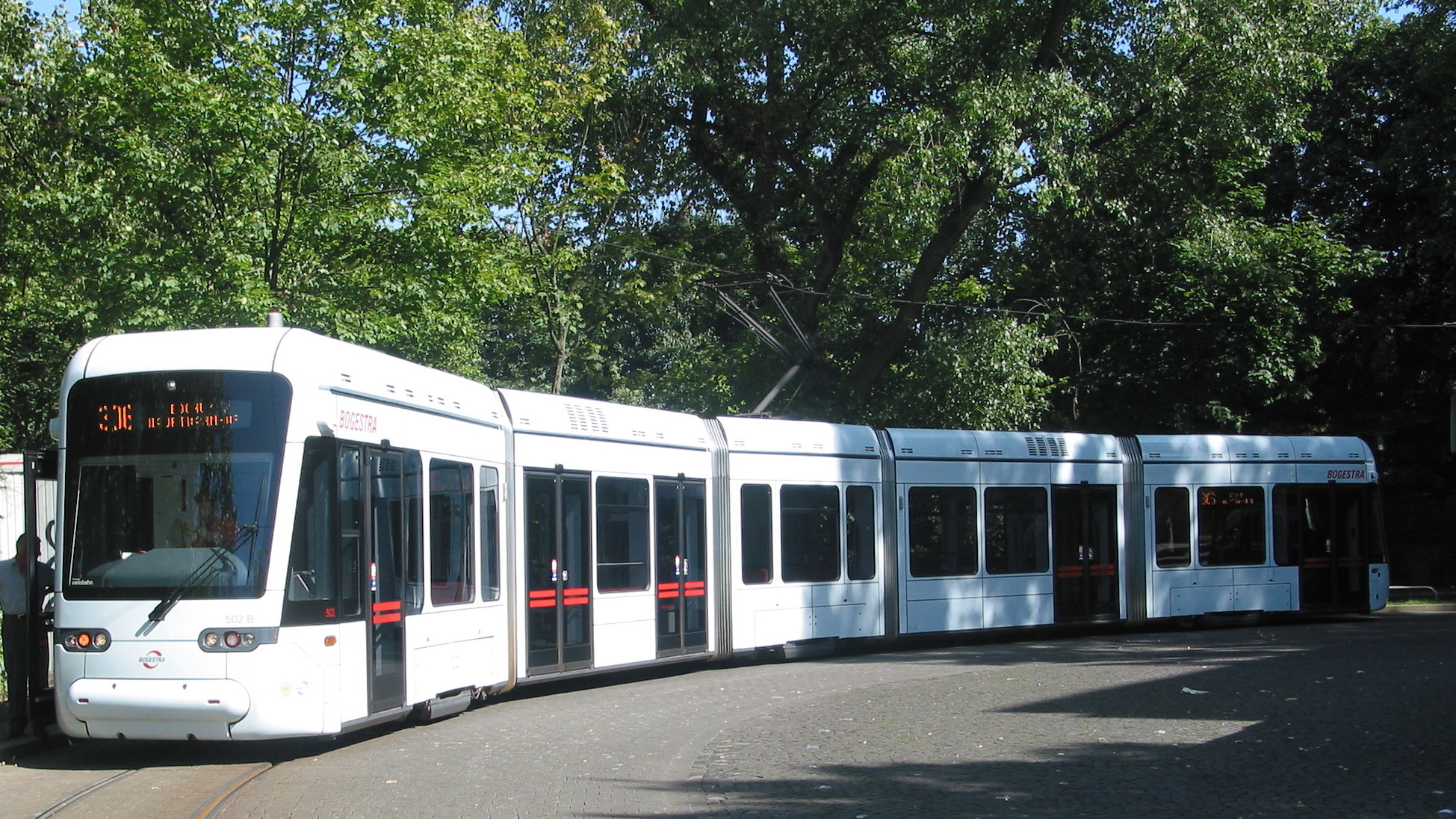
Tram van BOGESTRA in Herne
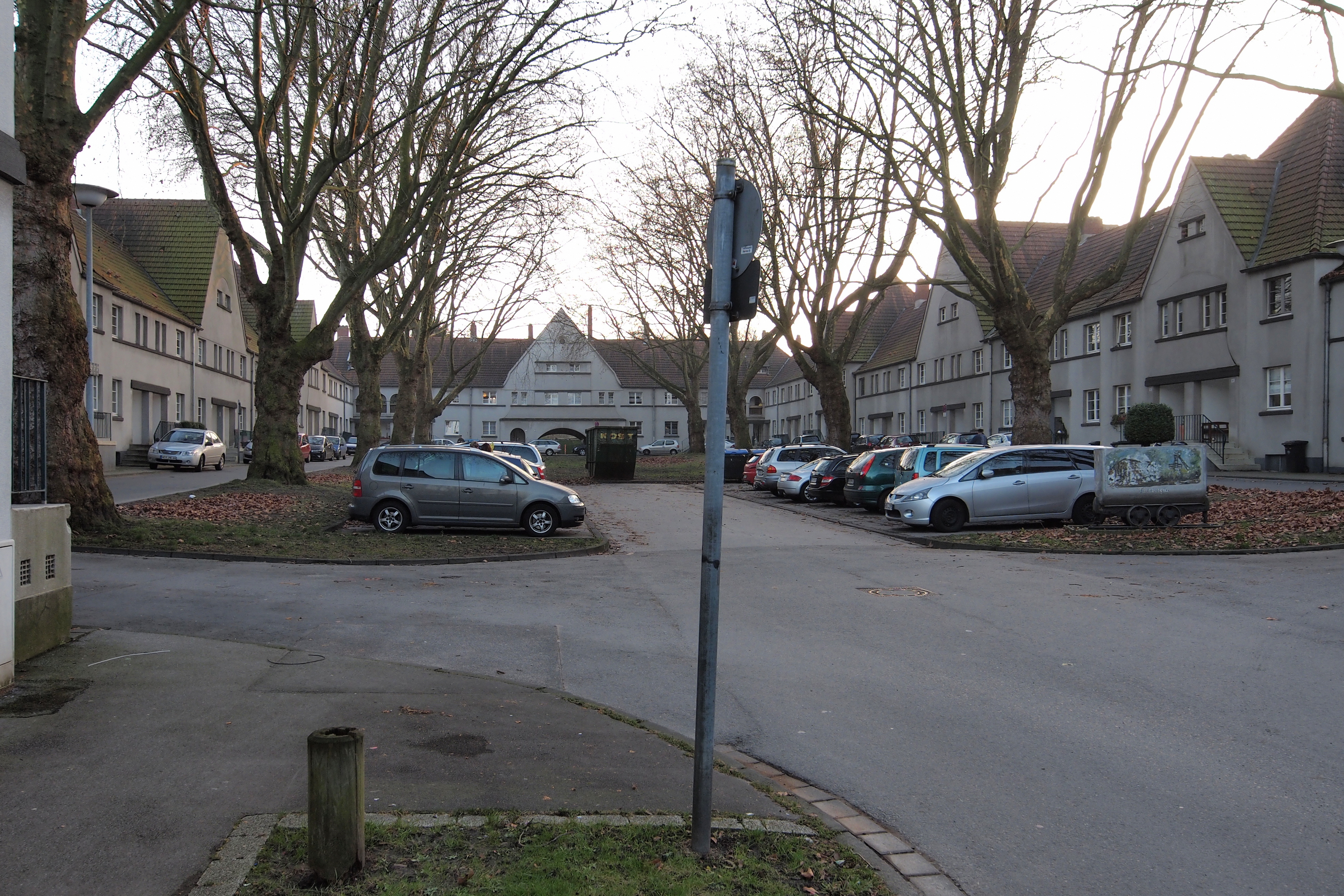
Siedlung Teutoburgia in de gemeente Herne